# Supercopa de Portugal 2015
La Supercopa de Portugal 2015 fue la 37ª edición de la Supercopa de Portugal.

## Equipos participantes
| Equipo                 | Vía de clasificación                   |
| ---------------------- | -------------------------------------- |
| Sport Lisboa e Benfica | Campeón de la Primeira Liga 2014-15    |
| Sporting de Lisboa     | Campeón de la Copa de Portugal 2014–15 |

## Partido
| 15 de agosto | Sport Lisboa e Benfica | 0:1 (0:0) | Sporting de Lisboa | Estadio Algarve, Faro                                        |                                                              |
| 20:45        |                        |           | Gutiérrez 53'      | Asistencia: 28, 717 espectadores Árbitro(s): Manuel de Sousa | Asistencia: 28, 717 espectadores Árbitro(s): Manuel de Sousa |

| Campeón Sporting de Lisboa |
| 8.to título                |